# Alice Eklund
Alice Jenny Eklund, född Uddgren 21 juli 1896 i Stockholm, död 6 oktober 1983 i Bromma, var en svensk skådespelare, regissör och teaterdirektör. Hon var dotter till skådespelaren och revyartisten Anna Hofman-Uddgren och därigenom styvdotter till Gustaf Uddgren.

## Biografi
Alice Eklund debuterade 1915 i Karin Swanströms teatersällskap.[källa behövs] 1916 engagerades hon vid Blancheteatern där hon tillsammans med sin man Ernst Eklund var teaterdirektör fram till 1926.
Hon regisserad sin första och enda film Flickorna på Uppåkra 1936 tillsammans med Lorens Marmstedt.
Eklund gästspelade på olika teatrar under 1940- och 1950-talen. På 1960-talet arbetade hon mest med TV-teater. Hon spelade själv aldrig några filmroller men gjorde olika tv-roller 1963–1972, bland annat tv-teatern Mästerdetektiven Blomkvist på nya äventyr från 1966.
Från 1919 var hon gift med regissören och skådespelaren Ernst Eklund. Alice Eklund är mor till skådespelaren Nils Eklund och museimannen, konstkritikern och författaren Hans Eklund samt moster till skådespelaren Öllegård Wellton.

## Teater

### Roller (ej komplett)
| År   | Roll                 | Produktion                                                                    | Regi             | Teater                           |
| ---- | -------------------- | ----------------------------------------------------------------------------- | ---------------- | -------------------------------- |
| 1916 | Vendulka             | Den spelande kvarnen (Die klingende Mühle) Hans Cesek och Wilhelm Sterk       | Bror Öbergson    | Blancheteatern                   |
| 1920 | Kiki                 | Kiki André Picard                                                             | Ernst Eklund     | Blancheteatern                   |
| 1921 | Sasha                | Det levande liket (Живой труп, Živoj trup) Lev Tolstoj                        | Alexander Moissi | Blancheteatern                   |
| 1921 | René                 | Kammarfrun (La Dame de chambre) Félix Gandéra                                 | Ernst Eklund     | Blancheteatern                   |
| 1923 | Roberta Adams        | Din nästas fästmö (Just Married) Adelaide Matthews och Ann Nichols            |                  | Djurgårdsteatern                 |
| 1923 | Eliza Vandam         | Eliza stannar (Eliza Comes to Stay) Henry V. Esmond                           | Gösta Ekman      | Djurgårdsteatern                 |
| 1923 | Renée                | Hjärter är trumf (Atout… coeur!) Félix Gandéra                                | Ernst Eklund     | Komediteatern                    |
| 1924 | Maud Harriett        | Odygdens belöning (La Maîtraisse imaginaire) Félix Gandéra och Claude Gevel   | Karin Swanström  | Blancheteatern                   |
| 1924 | Marcia               | Reggies bröllop (Wedding Bells) Edward Salisbury Field                        | Ernst Eklund     | Blancheteatern                   |
| 1924 |                      | Kammarfrun (La Dame de chambre) Félix Gandéra                                 |                  | Blancheteatern                   |
| 1924 | Jeanne d'Aubigney    | Fördraget i Auteuil (Le Traité dʼAuteuil) Louis Verneuil                      | Einar Fröberg    | Blancheteatern                   |
| 1924 | Hedvig Taube         | Kungens amour Brita von Horn                                                  | Mathias Taube    | Komediteatern                    |
| 1925 |                      | Lady Fanny (Fanny and the Servant Problem) Jerome K Jerome                    | Mathias Taube    | Komediteatern                    |
| 1927 | Jerry Lamar          | Guldgrävare (The Gold-Diggers) Avery Hopwood                                  | Ernst Eklund     | Djurgårdsteatern                 |
| 1927 | Cora Ann             | Mysteriet Milton (The Ringer) Edgar Wallace                                   | Ernst Eklund     | Komediteatern                    |
| 1928 | Iréne                | Den fångna (La Prisonnière) Édouard Bourdet                                   | Ernst Eklund     | Komediteatern                    |
| 1928 | Wanda                | Du skall ta mig (Tu m’epousseras) Louis Verneuil                              | Ernst Eklund     | Komediteatern                    |
| 1929 | Polly Peachum        | Tolvskillingsoperan (Die Dreigroschenoper) Bertolt Brecht och Kurt Weill      | Ernst Eklund     | Komediteatern                    |
| 1930 | Sally Smith          | God morgon, Bill (Good Morning, Bill) P.G. Wodehouse och Ladislaus Fodor      | Gösta Cederlund  | Komediteatern                    |
| 1931 | Katarina             | Lilla Katarina (La Petite Catherine) Alfred Savoir                            | Ernst Eklund     | Komediteatern                    |
| 1934 | Tatiana Ouratieff    | Tovaritch Jacques Deval                                                       | Ernst Eklund     | Komediteatern                    |
| 1935 | Agnes Raub           | Natt över havet Harry Blomberg                                                | Ernst Eklund     | Komediteatern                    |
| 1937 | Josephine            | Timmen H (LʼHeure) Pierre Chaine                                              | Ernst Eklund     | Komediteatern                    |
| 1938 | Polly Peachum        | Tolvskillingsoperan (Die Dreigroschenoper) Bertolt Brecht och Kurt Weill      | Ernst Eklund     | Oscarsteatern                    |
| 1939 |                      | Min fru från Paris (La Soubrette) Jacques Deval                               | Ernst Eklund     | Oscarsteatern                    |
| 1939 |                      | Celeber skilsmässa (Counsel’s Opinion) Gilbert Wakefield                      | Ernst Eklund     | Oscarsteatern                    |
| 1939 | Cathérine Hübscher   | Madame Sans Gêne Victorien Sardou och Émile Moreau                            | Olof Molander    | Oscarsteatern                    |
| 1940 |                      | 30 sekunder kärlek (Trenta secondi d'amore) Aldo De Benedetti                 | Ernst Eklund     | Oscarsteatern                    |
| 1940 | Katharina            | Så tuktas en argbigga (The Taming of the Shrew) William Shakespeare           | Sandro Malmquist | Oscarsteatern                    |
| 1940 |                      | Älskar du mig? (Sugar Plum) Arthur Macrae                                     | Ernst Eklund     | Oscarsteatern                    |
| 1940 | Roberta Adams        | Din nästas fästmö (Just Married) Adelaide Matthews och Anne Nichols           | Ernst Eklund     | Oscarsteatern                    |
| 1941 |                      | Egelykke Kaj Munk                                                             | Ernst Eklund     | Oscarsteatern                    |
| 1943 | Valentine Salvat     | Jag har rätt att älska (La femme en fleur) Denys Amiel                        | Per-Axel Branner | Nya Teatern                      |
| 1945 | Olivia Brown         | Olivia (Love in Idleness) Terence Rattigan                                    | Ernst Eklund     | Vasateatern                      |
| 1947 | Lily January         | Röd i det blå (Plans for Tomorrow) Zoë Akins                                  | Ernst Eklund     | Vasateatern                      |
| 1948 | Jane Fowler          | Jane W. Somerset Maugham                                                      | Ernst Eklund     | Vasateatern (vv) Även turné      |
| 1949 | Stella Martyn        | Brittsommar (September Tide) Daphne du Maurier                                | Per-Axel Branner | Nya Teatern/ Riksteatern         |
| 1950 | Lady Pitts           | Dafne (Daphne Laureola) James Bridie                                          | Ernst Eklund     | Vasateatern                      |
| 1951 | Jane Fowler          | Jane W. Somerset Maugham                                                      | Ingrid Luterkort | Helsingborgs stadsteater         |
| 1952 | Jane Fowler          | Jane W. Somerset Maugham                                                      | Keve Hjelm       | Norrköping-Linköping stadsteater |
| 1955 | Mrs. Laura Partridge | Dollargrinet (The Solid Gold Cadillac) George S. Kaufman och Howard Teichmann | Johan Falck      | Helsingborgs stadsteater         |
| 1955 | Dolly Levi           | Äktenskapsmäklerskan (The Matchmaker) Thornton Wilder                         | Per Gerhard      | Intiman                          |
| 1955 | Sheila Broadbent     | Vad vet mamma om kärlek (The Reluctant Debutante) William Douglas-Home        | Per Gerhard      | Intiman                          |
| 1958 | Sheila               | Vad vet mamma om kärlek (The Reluctant Debutante) William Douglas-Home        | Åke Engfeldt     | Helsingborgs stadsteater         |
| 1961 | Mrs Jacoby           | Mamma San (A Majority of One) Leonard Spigelgass                              | Gustaf Molander  | Vasateatern                      |
| 1961 | Konsulinnan Grönwall | Gungstolen Hasse Ekman                                                        | Hasse Ekman      | Intiman                          |
| 1965 | Mrs Ethel Banks      | Barfota i parken (Barefoot In the Park) Neil Simon                            | Per Gerhard      | Vasateatern                      |

- Ane i Geografi och Kärlek
- Ann i Till främmande hamn
- Wanda och Sussie i Kyrkråttan
- Iréne i Den fångna

### Regi
| År   | Produktion                                                       | Upphovsmän                       | Teater        |
| ---- | ---------------------------------------------------------------- | -------------------------------- | ------------- |
| 1933 | En kvinna som vet vad hon vill Eine Frau, die weiß, was sie will | Oscar Straus och Alfred Grünwald | Komediteatern |
| 1934 | Kyss mig Embrassez-moi                                           | Tristan Bernard och Yves Mirande | Komediteatern |
| 1935 | Vi måste gifta bort mamma Getting Mother Married                 | Neil Grant                       | Komediteatern |

## Regi
- 1936 – Flickorna på Uppåkra

## Rollfoton

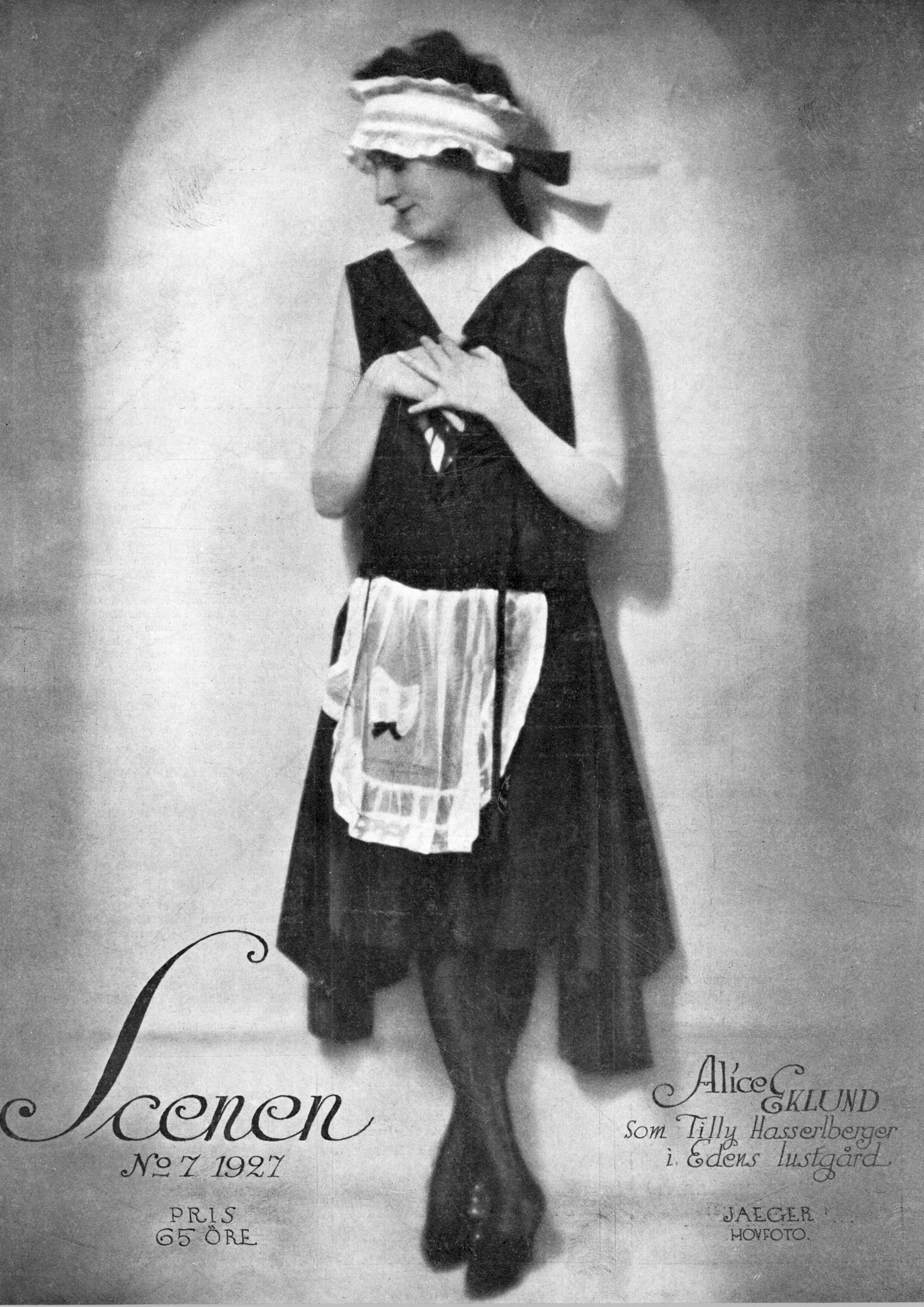
Eklund som Tilly Hasselberger i komedin Edens lustgård. (Omslag till Scenen 1927).
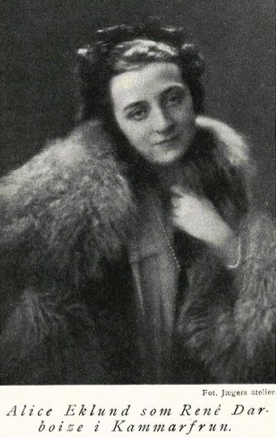

### Fotnoter
1. 1 2 3 4 5  Sveriges dödbok 1901–2013, Version 6.00, Sveriges Släktforskarförbund: Eklund, Alice Jenny
2. 1 2  ”Alice Eklund”. Svensk Filmdatabas. http://www.sfi.se/sv/svensk-filmdatabas/Item/?type=PERSON&itemid=60236&ref=%2ftemplates%2fSwedishFilmSearchResult.aspx%3fid%3d1225%26epslanguage%3dsv%26searchword%3dAlice+Eklund%26type%3dPerson%26match%3dBegin%26page%3d1%26prom%3dFalse. Läst 5 mars 2013.
3. ↑  ”Teater och Musik”. Dagens Nyheter:  s. 7. 26 oktober 1916. http://arkivet.dn.se/arkivet/tidning/1916-10-26/291/7. Läst 11 februari 2016.
4. ↑  ”Kiki”. Musikverket. http://calmview.musikverk.se/CalmView/Record.aspx?src=CalmView.Performance&id=PERF22054&pos=1. Läst 4 april  2016.
5. ↑  ”Fedja eller Det levande liket”. Musikverket. http://calmview.musikverk.se/CalmView/Record.aspx?src=CalmView.Performance&id=PERF22051&pos=5. Läst 4 april  2016.
6. ↑  ”Kammarfrun”. Musikverket. http://calmview.musikverk.se/CalmView/Record.aspx?src=CalmView.Performance&id=PERF22152&pos=6. Läst 4 april 2016.
7. ↑  ”Teaterannons”. Dagens Nyheter:  s. 15. 1 juli 1923. http://arkivet.dn.se/arkivet/tidning/1923-07-01/174/15. Läst 26 juli 2015.
8. ↑  ”Teater och Musik”. Dagens Nyheter:  s. 6. 11 augusti 1923. http://arkivet.dn.se/arkivet/tidning/1923-08-11/215/6. Läst 26 juli 2015.
9. ↑  ”Teater och Musik”. Dagens Nyheter:  s. 11. 28 oktober 1923. http://arkivet.dn.se/arkivet/tidning/1923-10-28/293/11. Läst 26 juli 2015.
10. ↑  ”Odygdens belöning”. Musikverket. http://calmview.musikverk.se/CalmView/Record.aspx?src=CalmView.Performance&id=PERF22162&pos=21. Läst 5 april 2016.
11. ↑  ”Teater, konst, litteratur”. Dagens Nyheter:  s. 12. 17 maj 1924. http://arkivet.dn.se/arkivet/tidning/1924-05-17/134/12. Läst 27 juli 2015.
12. ↑  Manstad, Margit (1987). Och vinden viskade så förtroligt. Stockholm: Läsförlaget AB. sid. 44. Libris 7673797. ISBN 91-7902-067-4
13. ↑  ”Teater och Musik”. Dagens Nyheter:  s. 9. 17 augusti 1924. http://arkivet.dn.se/arkivet/tidning/1924-10-21/288/9. Läst 28 juli 2015.
14. ↑  Från Stockholms teatrar 1924 i Ord och Bild: illustrerad månadsskrift (1925) sid. 171
15. ↑  ”En engelsk fars på Komediteatern”. Svenska Dagbladet:  s. 9. 14 oktober 1925. https://www.svd.se/arkiv/1925-10-14/9. Läst 27 februari 2017.
16. ↑  Bo Bergman (18 juni 1927). ”'Guldgrävare' på Djurgårdsteatern”. Dagens Nyheter:  s. 6. http://arkivet.dn.se/arkivet/tidning/1927-06-18/162/6. Läst 6 januari 2016.
17. ↑  ”Teater och Musik”. Dagens Nyheter:  s. 9. 12 oktober 1927. http://arkivet.dn.se/arkivet/tidning/1927-10-12/277/9. Läst 12 juni 2016.
18. ↑  ”Scen och film”. Dagens Nyheter:  s. 11. 4 april 1928. https://arkivet.dn.se/tidning/1928-04-04/93/11. Läst 22 juli 2019.
19. ↑  ”Scen och Film”. Dagens Nyheter:  s. 12. 15 maj 1928. https://arkivet.dn.se/tidning/1928-05-15/132/12. Läst 3 september 2021.
20. ↑  ”Tolvskillingsoperan”. Musikverket. http://calmview.musikverk.se/CalmView/Record.aspx?src=CalmView.Performance&id=PERF24157&pos=12. Läst 13 maj 2016.
21. ↑  ”Teater, Musik och Film”. Dagens Nyheter:  s. 14. 28 februari 1930. http://arkivet.dn.se/arkivet/tidning/1930-02-28/57/14. Läst 8 augusti 2015.
22. ↑  Bo Bergman (2 mars 1930). ”'Go'morron, Bill!' på Komediteatern”. Dagens Nyheter:  s. 10. http://arkivet.dn.se/arkivet/tidning/1930-03-02/59/10. Läst 8 augusti 2015.
23. ↑  ”Teater Musik Film: Genrep”. Dagens Nyheter:  s. 14. 18 november 1931. https://arkivet.dn.se/tidning/1931-11-18/314/14. Läst 17 augusti 2025.
24. ↑  Bo Bergman (11 november 1934). ”Komediteaterns premiär: J. Devals 'Tovaritch'”. Dagens Nyheter:  s. 9. http://arkivet.dn.se/arkivet/tidning/1934-11-11/307/1. Läst 8 januari 2016.
25. ↑   Från Stockholms teatrar i Ord och Bild: illustrerad månadsskrift (1936) sid. 124
26. ↑  ”Timmen H”. Musikverket. http://calmview.musikverk.se/CalmView/Record.aspx?src=CalmView.Performance&id=PERF24831&pos=29. Läst 13 maj 2016.
27. ↑  B. B-n. (9 oktober 1938). ”Tolvskillingsoperan”. Dagens Nyheter:  s. 14. https://arkivet.dn.se/tidning/1938-10-09/274/14. Läst 3 januari 2025.
28. ↑  Svenska Dagbladets årsbok 1938 s. 184
29. 1 2 3  Svenska Dagbladets årsbok 1939 s. 176
30. ↑  Stockholms teatrar 1940 i Svenska Dagbladets Årsbok – händelserna 1940 (1941) s. 208
31. ↑  ”'30 sekunder kärlek' på Oscarsteatern”. Dagens Nyheter:  s. 12. 14 januari 1940. http://arkivet.dn.se/arkivet/tidning/1940-01-14/12/12. Läst 26 januari 2016.
32. 1 2  Svenska Dagbladets årsbok 1940 s. 210
33. ↑  Oscar Rydqvist (31 mars 1940). ”Ny fästmö på Oscars”. Dagens Nyheter:  s. 10. http://arkivet.dn.se/arkivet/tidning/1940-03-31/87/10. Läst 27 augusti 2015.
34. ↑  Svenska Dagbladets årsbok 1941 s. 198
35. ↑  ”Jag har rätt att älska”. Musik- och Teaterbiblioteket. https://calmview.musikverk.se/CalmView/Record.aspx?src=CalmView.Performance&id=PERF13993&pos=959. Läst 12 mars 2025.
36. ↑  ”Olivia”. Musikverket. http://calmview.musikverk.se/CalmView/Record.aspx?src=CalmView.Performance&id=PERF14155&pos=439. Läst 5 maj 2016.
37. ↑  ”Röd i det blå”. Musikverket. http://calmview.musikverk.se/CalmView/Record.aspx?src=CalmView.Performance&id=PERF14162&pos=445. Läst 5 maj 2016.
38. ↑  ”Jane”. Musikverket. http://calmview.musikverk.se/CalmView/Record.aspx?src=CalmView.Performance&id=PERF14111&pos=449. Läst 5 maj 2016.
39. ↑  ”Brittsommar”. Musik- och Teaterbiblioteket. https://calmview.musikverk.se/CalmView/Record.aspx?src=CalmView.Performance&id=PERF14145&pos=993. Läst 20 april 2025.
40. ↑  S. B-l. (1 december 1949). ”Teater Musik Film: Förbjuden kärlek på Nyan”. Dagens Nyheter:  s. 12. https://arkivet.dn.se/tidning/1949-12-01/11161-326/12. Läst 20 april 2025.
41. ↑  ”Teater Musik Film”. Dagens Nyheter:  s. 11. 30 januari 1950. https://arkivet.dn.se/tidning/1950-01-30/11161-28/11. Läst 20 april 2025.
42. ↑  ”Dafne”. Musikverket. http://calmview.musikverk.se/CalmView/Record.aspx?src=CalmView.Performance&id=PERF14095&pos=455. Läst 4 maj 2016.
43. ↑  ”Alice Eklund-succès i Linköping”. Dagens Nyheter:  s. 9. 4 september 1952. https://arkivet.dn.se/tidning/1952-09-04/240/9. Läst 4 juli 2018.
44. ↑  Barbro Hähnel (4 september 1955). ”Äktenskapsmäklerskan”. Dagens Nyheter:  s. 18. http://arkivet.dn.se/arkivet/tidning/1955-09-04/239/18. Läst 23 augusti 2015.
45. ↑  ”Den oemotståndliga Alice Eklund”. Dagens Nyheter:  s. 18. 23 oktober 1955. http://arkivet.dn.se/arkivet/tidning/1955-10-23/288/18. Läst 23 augusti 2015.
46. ↑  ”Mamma San”. Musikverket. http://calmview.musikverk.se/CalmView/Record.aspx?src=CalmView.Performance&id=PERF14083&pos=480. Läst 6 maj 2016.
47. ↑  ”Hasse Ekmans tre roller i 'Gungstolen' på Intiman”. Dagens Nyheter:  s. 12. 11 november 1961. http://arkivet.dn.se/arkivet/tidning/1961-11-11/306/12. Läst 22 augusti 2015.
48. ↑  Håkan Jahnsson (23 januari 1965). ”Komedipar med succéfärg”. Dagens Nyheter:  s. 12. http://arkivet.dn.se/arkivet/tidning/1965-01-23/21/12. Läst 17 april 2016.
49. ↑  Bo Bergman (11 september 1935). ”Lustspelspremiär på Komediteatern”. Dagens Nyheter:  s. 1. http://arkivet.dn.se/arkivet/tidning/1935-09-11/247/1. Läst 8 januari 2016.